# Stanisław Nowak (wojewoda tarnowski)
Stanisław Nowak (ur. 4 grudnia 1934 w Księżych Kopaczach) – były działacz partyjny i państwowy.
Absolwent Wyższej Szkoły Rolniczej w Krakowie. W latach 1959–1964 zatrudniony był w Prezydium Powiatowej Rady Narodowej w Tarnowie. Od 1980 do 1990 był wojewodą tarnowskim. Prowadzi działalność gospodarczą.